# اورین (داکوتای شمالی)
اورین(به انگلیسی: Orrin) شهری در ایالت داکوتای شمالی کشور ایالات متحده آمریکا است که جمعیت آن در سرشماری سال ۲۰۱۰ میلادی، ۲۲ نفر بوده‌است.